# Raul Arnemann
Raul Arnemann, född den 23 januari 1953 i Pärnu i Estland, är en sovjetisk roddare.
Han tog OS-brons i fyra utan styrman i samband med de olympiska roddtävlingarna 1976 i Montréal.